# 増子宏
増子 宏（ますこ ひろし、1963年〈昭和38年〉8月31日 - ）は、日本の文部科学官僚。第16代文部科学事務次官。

## 経歴
1982年に神奈川県立小田原高校を卒業し、1986年に早稲田大学理工学部卒、同大学理工学研究科を修了し、1988年に科学技術庁に入庁。
1993年、ジョージワシントン大学客員研究員、1999年から3年間の在英国日本大使館一等書記官勤務を経て、科学技術振興調整費室長、人事企画官、地震防災研究課長、原子力課長を歴任。その間、人事院官民交流制度にて、2年間、日立製作所の技術戦略の策定に従事。
その後、大臣官房会計課長、大臣官房審議官を経て、2020年に大臣官房長に就任し、2021年（令和3年）より、高等教育局長。2022年9月に文部科学審議官に就任。2025年7月、文部科学事務次官に就任。